# Bagdad (Florida)
Bagdad is een plaats (census-designated place) in de Amerikaanse staat Florida, en valt bestuurlijk gezien onder Santa Rosa County.

## Demografie
Bij de volkstelling in 2000 werd het aantal inwoners vastgesteld op 1490.

## Geografie
Volgens het United States Census Bureau beslaat de plaats een oppervlakte van
11,0 km², waarvan 9,1 km² land en 1,9 km² water.

## Plaatsen in de nabije omgeving
De onderstaande figuur toont nabijgelegen plaatsen in een straal van 32 km rond Bagdad.

## Geboren
- 1978: Bubba Watson, golfer